# Utrículo
O utrículo (em latim: utriculus, diminutivo de uter, que significa "bolsa de couro"), junto com o sáculo, é um dos dois órgãos otolíticos localizados no ouvido interno de vertebrados. O utrículo e o sáculo são parte do aparato de equilíbrio (labirinto membranoso), localizado no vestíbulo do labirinto ósseo (pequena câmara oval).
Eles utilizam pequenas pedras e um fluido viscoso para estimular células ciliadas, propiciando assim a detecção de orientação e movimento. O utrículo detecta aceleração linear e a inclinação da cabeça no plano horizontal.

## Estrutura

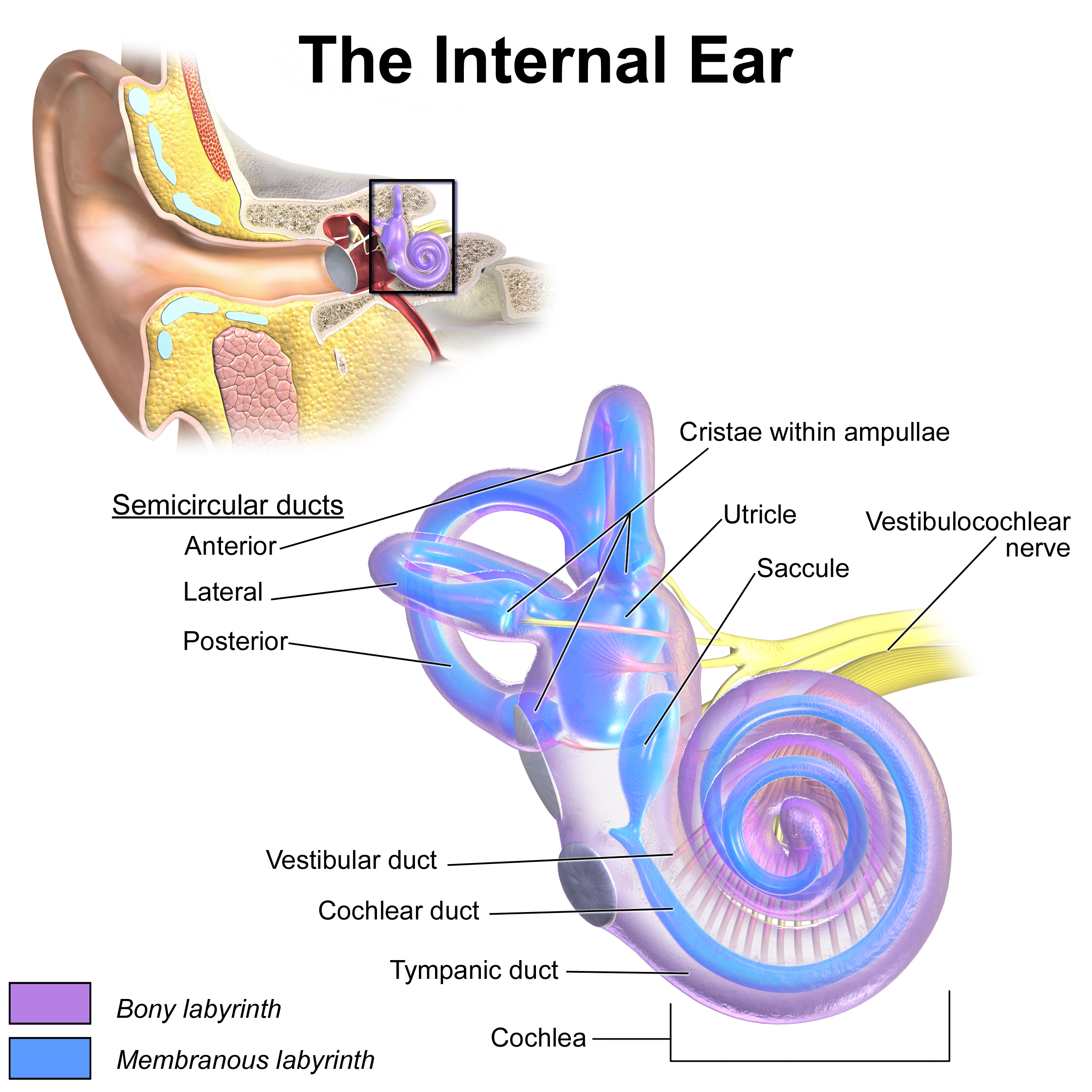
Orelha interna, com utrículo próximo ao centro

O utrículo é maior que o sáculo e é de forma oblonga, comprimida transversalmente e ocupa a parte traseira do vestíbulo, em contato com o recesso elíptico e a parte abaixo desse. A mácula utricular é uma região espessa da parede do utrículo onde o epitélio contém células ciliadas vestibulares que permitem a percepção de mudanças na aceleração longitudinal e efeitos gravitacionais
A camada gelatinosa e os otólitos são referidos conjuntamente como membrana otolítica, onde a ponta de estereocílios e cinocílios são alojados. Quando a cabeça é inclinada, a gravidade puxa os otólitos e, consequentemente, a membrana gelatinosa, levando os pelos sensoriais a dobrarem-se.
Dentro do utrículo, horizontalmente no "chão", há uma zona de 2x3mm de células ciliadas mecanoceptoras. As células da chamada mácula utricular consistem de 40 a 70 estereocílios e um único cílio verdadeiro, chamado cinocílio. O cinocílio é o único aspecto sensorial da célula e é responsável pela polarização da célula. As pontas desses cílios encontram-se na membrana otolítica gelatinosa. Essa membra fica mais pesada devido a grânulos de proteína-carbonado de cálcio chamados otólitos. A membrana otolítica adiciona peso ao topo das células ciliadas e aumentam sua inércia. A adição em peso e inércia é crucial para a habilidade do utrículo de detectar aceleração linear, como descrito abaixo, e para determinar a orientação da cabeça

### Histologia
A mácula consiste em três camadas. A inferior é feita células ciliadas sensoriais alojadas na parte inferior da camada gelatinosa. Cada célula tem de 40 a 70 estereocílios e o cinocílio. Esse último é o receptor mais importante para esse processo.
No topo dessa camada, encontram-se cristais de carbonato de cálcio chamados otólitos. Os otólitos são pesados, provendo peso à membrana, assimcomo inércia. Isso permite uma melhor sensação de gravidade e movimento
A atividade labiríntica responsável pelo nistagmo induzido por rotação fora do eixo vertical tem origem nos órgãos otolíticos e é acoplada ao sistema oculomotor pelo mecanismo de acúmulo de velocidade.
A porção que aloja-se no recesso forma uma bolsa, ou cul-de-sac, o piso e a parede anterior dos quais se tornam espessos e formam a macula acústica utricular, que é inervadas pelos filamentos utrículares do Nervo VIII.
A cavidade do utrículo comunica-se atrás com os dutos semicirculares por cinco orifícios.
O  duto utriculosacular  parte da parede anterior do utrículo e se abre no ducto endolinfático

## Função

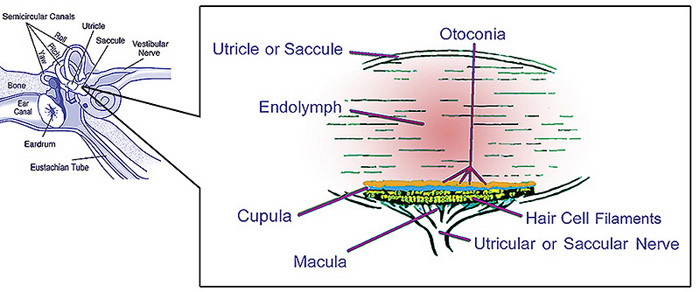
Ilustração dos órgãos otolíticos, mostrando em detalhe o utrículo, otólitos, endolinfa, cúpula, mácula, células ciliadas e nervo sacular.

O utrículo contém mecanoceptores chamados de células ciliadas capazes de distinguir entre graus de inclinação da cabeça graças aos seus estereocílios. Esses são cobertos por otólitos que, devido à gravidade, os puxam e dobram. Dependendo da direção da inclinação, a resposta da célula pode ser excitatória(depolarização) ou inibitória (hiperpolarização). Qualquer orientação da cabeça gera uma combinação de estímulos aos utrículos e sáculos de ambas orelhas. O encéfalo então interpreta a orientação da cabeça através de comparação de ambos inputs entre si e com inputs dos olhos e de receptores de estiramento no pescoço, o que leva a percepção de inclinação só da cabeça ou do corpo todo. A inércia das membranas otolíticas é especialmente importante para detectar aceleração linear. Supondo que você está num carro, parado no semáforo, e,então, você entra em movimento. A membrana otolítica da mácula utricular  se "atrasa " (devido à inércia) brevemente em relação ao resto dos tecidos, os esterocílios são dobrados para trás e as células depolarizam. Quando você para, a mácula para, mas a membrana otolítica continua por um momendo, dobrando para frente os estereocílios. As células convertem esse padrão de estimulação em sinais nervosos e o cérebro é então avisado de mudanças na sua velocidade linear. Esse sinal para o nervo vestibular não se adapta, não "acostuma", com o tempo . Ou seja, mesmo um indivíduo dormindo por horas e horas irá continuar detectando sua posição como deitado.